# Filibuster
Un filibuster era aquell pirata que al segle xvii formava part dels grups que actuaven en el mar de les Antilles. Prové del neerlandès vrijbuiter; "que es fa del botí lliurement", tot i que també podria procedir de l'anglès fly-boat, "tipus de veler ràpid". La seva característica especial, que el diferenciava d'altres pirates, era que no s'allunyaven de la costa, la vorejaven i saquejaven les localitats costaneres. L'últim triomf d'aquests pirates va ser la presa de Cartagena d'Índies el 1697, amb l'ajuda d'una flota de corsaris francesos; des de llavors el seu nombre va disminuir ràpidament, i no es troben referències històriques d'ells a partir del segle xviii. El nom «filibuster» va ser recuperat el segle xix, sobretot en els països anglosaxons, per designar els aventurers dels Estats Units que van intentar jugar en aquesta època un paper polític a Mèxic i l'Amèrica Central, generalment en contra dels governs establerts, utilitzant mètodes propers a la pirateria. Els més coneguts van ser William Walker i Gaston de Raousset-Boulbon.